# Osmo A. Wiio
Osmo Antero Wiio, född 4 februari 1928 i Borgå, död 20 februari 2013 i Grankulla, var en finländsk politiker och sociolog.
Wiio avlade doktorsexamen i samhällsvetenskaper 1968 vid Tammerfors universitet. Han var 1955–1958 informationssekreterare vid Finska kulturfonden, 1961–1968 ombudsman vid AFC och 1969–1972 vid SITRA, 1972–1977 extra ordinarie professor vid finska handelshögskolan i Helsingfors och 1978–1991 professor i kommunikation vid Helsingfors universitet. Han var riksdagsman 1975–1979 och 1972–1974 medlem av liberala folkpartiets partistyrelse.
Wiio studerade bland annat textförståelse, organisationer och deras interna kommunikation samt allmän kommunikationsteori. Han utgav flera böcker om informations- och kommunikationsteknik, bland annat Yleisö ja yleisradio (1971, svensk översättning Rundradion och allmänheten, 1972) och Viestinnän perusteet (1973, sjätte upplagan 1994, svensk översättning Kommunikation – vad är det (1976), Wiion lait – ja vähän muidenkin (1978), där han granskar orsakerna till att kommunikationen oftast inte når fram, Cyranon nenä (1990), kåserier från vetenskapens värld, den framtidsvetenskapliga studien Huominen on tänään (2002), populärvetenskapliga essäer, med mera.